# Club Mutual Crucero del Norte
Club Mutual, Social y Deportivo Crucero del Norte, conocido como Crucero del Norte, es una entidad deportiva. Fundado el 28 de junio de 2003 en la ciudad de Garupá, provincia de Misiones, Argentina. 
El club pertenece a la empresa de colectivos de nombre homónimo, de ahí el apodo de colectivero.
Debido a sus participaciones en los torneos nacionales de ascenso, se generó una fuerte rivalidad con el Club Deportivo Guaraní Antonio Franco de la ciudad de Posadas, generándose una suerte de clásico misionero moderno. También posee grandes rivalidades con equipos de la región litoral, siendo los encuentros con mayor rivalidad contra Boca Unidos y Sarmiento de Resistencia.  
Fue el club más joven en disputar la segunda división del fútbol argentino, récord que mantuvo hasta el 2017, cuando fue superado por el Club Agropecuario Argentino. Sin embargo, aún mantiene el récord único de ser el club más joven en ascender a la máxima categoría del fútbol argentino, haciéndolo con tan solo 11 años de vida. También posee el logro de ser el único club misionero, y el único del interior en llegar a Primera División pasando por todas las categorías del Ascenso.

## Historia
El Club Mutual Crucero del Norte, nació como idea a principios de la década de 2000, cuando empleados de la empresa y la familia Koropeski, participaban y seguían las alternativas del equipo de fútbol de salón, que ganó numerosos torneos locales, provinciales y nacionales, con destacadas participaciones en campeonatos Sudamericanos. 
Ante la repercusión que fue tomando aquella entusiasta formación, directivos de la compañía de transporte junto a un grupo de colaboradores, comenzaron a darle forma a esta idea, la de un club propio, donde la familia de los empleados tengan su espacio para el esparcimiento, recreación y practicar deportes.

### Inicios
El Club Crucero del Norte como un equipo de futbol 11, tiene su raíz cuando empleados de la empresa Crucero del Norte y la familia Koropeski seguían las alternativas del equipo de fútbol de salón, disciplina en la cual fue construyendo una reputación en todo el país desde 1986 por su gran despliegue futbolístico tanto en la rama masculina como femenina. El club con base en Garupa supo alzarse como campeones en diversos torneos locales y regionales, pero encontró su apogeo con los torneos nacionales. En 2001 luego de una espectacular actuación en el Torneo Nacional de Clubes División de Honor realizado en Corrientes, se queda al borde de la gloria. El equipo misionero llevaba la delantera en el marcador, ya que a falta de 1 minuto de juego Crucero del Norte derrotaba a Casino Club de Comodoro Rivadavia, Chubut por 2 a 1. Sin embargo la buena utilización del arquero volante por parte de los chubutenses fue clave en la obtención del empate sobre el final del pleito. A consecuencia del 2 a 2 final entre Crucero y Casino llegaron los penales, donde al colectivero se le escurriría de las manos el trofeo de monarca nacional, estando a segundos de ser campeón nacional. De todas formas, esto no significaría el final de la incursión colectivera en el futbol de salón ya que al año siguiente volvería a clasificarse al torneo más prestigioso del país y en esta ocasión iría con una meta clara, lograr lo que el año anterior no pudo, alcanzar el título de campeón nacional.
La División de Honor Nacional de futbol de salón en el año 2002 se llevó a cabo en Mendoza, donde Andes Talleres partía como claro favorito a ganar el torneo debido al superlativo nivel que mostraba, pero al mismo tiempo por el factor geográfico que le permitía ser local durante el torneo. Repitiendo la hazaña del año anterior, Crucero del Norte llegaría a la gran final donde lo esperaba justamente el equipo local, el equipo favorito, el equipo que muchos medios daban como campeón. Sin embargo, luego de un duro duelo digno de una final, el Club Crucero del Norte se alzaba con el título, venciendo al elenco mendocino en Mendoza y alcanzando el único título que le faltaba ganar en el futbol de salón, el de campeón nacional. En aquel año 2002, indiscutiblemente el colectivero amarillo de la tierra colorada se convirtió en el mejor equipo del país, ganando frente a todo pronóstico aquella final frente al siempre difícil Andes Talleres. Ante la repercusión que fue tomando aquella entusiasta formación, directivos de la empresa junto a un grupo de colaboradores, comenzaron a darle forma a esta idea, la de un Club propio, donde las familias de los empleados tengan su espacio para el esparcimiento, recreación y por supuesto practicar deportes. Fue entonces donde se eligió un terreno y se empezó concretar la idea de fundar un club, en el año 2003. En aquel año Julio Koropeski anuncia su afiliación a la AFA, lo que significaría el salto del futbol del salón al futbol grande. Un paso enorme, pero necesario para la época. El joven entusiasta de la familia Koropeski anunciaba el proyecto con el objetivo de ascender en 10 años a la B Nacional. Innumerables medios de la provincia desestimaron las probabilidades de que el objetivo se alcance en tan corto plazo, desconfiando de la capacidad de Crucero de ascender de manera tan vertiginosa hacia la segunda categoría del futbol argentino siendo un equipo de liga local, en ese momento la sexta categoría del escalafón nacional.
El club hizo su debut el 28 de junio de 2003, día de su fundación oficial, derrotando 2 a 0 a Huracán de Posadas en la cancha del Club Atlético Bartolomé Mitre de la ciudad de Posadas, Con goles del “Pey” Pedro Britez (Hombre proveniente del equipo de futbol de salón de la institución) y de Nelson “Pikete” Bado. Aquel primer 11 titular de Crucero del Norte contaba con 7 jugadores que provenían del plantel oficial del futbol de salón, al “Pey” Britez lo acompañaban Luchi Caballero; Mario Benozio, Koki Allou, Javier Romero, Bruno Smorzewski, y Freddy Cuba. “era raro ver a jugadores que siempre jugaban en 40 metros, pasar a correr en una cancha de casi 100 metros”. Fue el comentario de un ayudante del club en aquella época. En esos primeros partidos aquellos jugadores hacían la transición al futbol grande trataban de mover la pelota como lo hacían en el parqué donde llegaron a la cima del futbol de salón, Pero “en cancha grande no es lo mismo”, comentaban los jugadores. Crucero lograría alcanzar el cuarto lugar en su primera participación en el torneo federado de primera división de la Liga Posadeña, superando todas las expectativas y augurios de propios y extraños. Esto envalentono al equipo que luego de su gran performance en su debut, puso su objetivo en clasificar al Torneo del Interior, primer escalafón de ascenso en el sistema de futbol argentino.
El domingo 25 de julio de 2004, el colectivero amarillo de la tierra colorada lograba su objetivo y abrochaba la clasificación al “Torneo Argentino C”. Siendo su segunda participación completa en la primera división del futbol posadeño, el combinado de Garupa se consagraba al grito de campeón.

### Torneo del Interior 2005
Con todos los cañones apuntando a la quinta categoría del futbol nacional, el equipo dirigido por Fulgencio Alfonso realizó una campaña histórica para la categoría, disputando 18 partidos, de los cuales ganó 9, empató 8, perdió solo uno conquistando 33 goles y recibiendo solo 11. El camino colectivero en la nueva aventura llamada Torneo del Interior 2005 comenzó en fase de grupos donde compartiría la Zona 23 junto a Atlético Campo Grande, Atlético Misiones (Posadas) y Deportivo El Soberbio, todos equipos de la provincia. El último campeón de la Liga Posadeña, con 5 victorias y 1 empate, terminaría en la primera ubicación, dejando como escolta a Atlético Campo Grande. Bajo el formato 2005 del Torneo del Interior, terminar en primer lugar lo catapultaba al colectivero directamente a octavos de final, mientras que los segundos de cada zona más los mejores terceros disputarían 2 rondas previas de Play Offs. Ya en los octavos, el rival indicado sería Libertad de Charata, Chaco. Equipo que no pudo rivalizar con la contundencia misionera y cayó derrotado 4 a 0 en Charata y 4 a 0 en Posadas para un global de 8 a 0 a favor de Crucero. De esta manera el colectivero amarillo de la tierra colorada se enfrentaría a un viejo conocido, Jorge Gibson Brown de la ciudad de Posadas, equipo que venía de eliminar a Atlético Campo Grande. Un empate 1-1 en la ida y una victoria 1 a 0 en el partido de vuelta fue suficiente como para seguir avanzando. La primera definición por penales llegaría en semifinales de la etapa eliminatoria, un entusiasmado Crucero del Norte se enfrentaba a 17 de agosto de Clorinda Formosa. Ambos partidos terminaron igualados 1-1 pero los misioneros prevalecieron en penales para meterse en la última serie previa a la pelea por el ascenso. El camino no era sencillo, el viaje era largo, el rival fue Güemes de Rosario de la Frontera, Salta. Un gran triunfo 2-1 en la ida para el equipo de Fulgencio Alfonso basto para, luego de empatar en el partido de vuelta, avanzar a la definición. Era el momento de los partidos que lo definían todo. El formato del Torneo del Interior 2005 tenía una particularidad, les permitía a 2 equipos pelear por un puesto en el Argentino A. Un salto directo de la quinta categoría a la tercera, un salto directo al profesionalismo. Para lograr esto el único representante con vida de la provincia de Misiones debería pasar por Real Arroyo Seco de Santa Fe. Sin embargo, esta serie le daría la única derrota en el campeonato a Crucero, luego de un empate 1-1 en la ida, los santafesinos lograron un 1-0 con el cual se garantizaron la plaza en el Argentino B y accedieron a la lucha directa por un cupo en el Argentino A. Crucero del Norte iba a tener una última chance de lograr el ascenso, el rival de turno sería Independiente de La Rioja. En una dura serie y luego de empatar 1-1 en Misiones, el colectivero debería buscar el ascenso en territorio desconocido, el viaje era largo pero la ilusión fue enorme. Valientemente rescata un 1-1 lo que alarga el final hasta la definición desde los 12 pasos. En aquellos penales donde el nerviosismo triunfo, Crucero hizo valer su entusiasmo y derroto al elenco riojano por 2-1, ascendiendo de esta manera al Argentino B de futbol, bordando su primera estrella en el escudo y subiendo un peldaño más en el sistema del futbol argentino. Ya en la última etapa del torneo que finalizó en junio de 2005, el club presentó en sociedad la primera parte de la obra del estadio Andrés Guaçurarí de Garupá, orgullo de la institución con una capacidad inicial de 5 mil espectadores y comodidades inéditas.

### Crucero en el Torneo Argentino B
Paralelamente a su participación en los torneos de ascenso del Fútbol Argentino, siguió compitiendo en el Torneo doméstico, accediendo a tres finales consecutivas. A mediados de la temporada 2005/2006, comenzó a transitar el camino del Torneo Argentino B, enfrentándose a grandes clubes de la región y con mucha trayectoria como Textil Mandiyú, de Corrientes, y el histórico Chaco ForEver de Resistencia, Chaco.
El 25 de junio de 2006, recibió en su estadio al primer equipo de San Lorenzo de Almagro, conducido técnicamente por Oscar Ruggeri, con jugadores de la talla de Sebastian Saja, Adrián González, Ezequiel Lavezzi, Jonathan Botinelli, Ferreyra, Hernán Peironi, Agustín Orión, entre otros.
Meses más tarde, puso en marcha el proceso para su segunda temporada en el Torneo Argentino B, instancia a la que arribó a semifinales, perdiendo en una dramática definición por penales. Antes, se dio el lujo de inaugurar el sistema lumínico más potente del litoral, con la presencia en Santa Inés, del Club Atlético Boca Juniors, el 7 de febrero de 2007. Miles de misioneros se acercaron a ver al “Xeneize”, que contaba en su plantilla con jugadores reconocidos a nivel Mundial, como lo eran: Martín Palermo y Guillermo Barros Schelotto.
En septiembre de 2007, el club Crucero del Norte arrancó su tercera temporada ininterrumpida en el Argentino B, repitiendo el acceso a semifinales, donde quedó eliminado por un punto de diferencia con su rival Central Córdoba de Santiago del Estero. Realizó una campaña notable, convocó masivamente al público y es el único estadio que no registra incidentes en la tribuna merced al dispositivo de seguridad permanente, además de contar con capacidad suficiente para separar a todas las parcialidades.

### El ascenso al Argentino A
En el Torneo Argentino B 2008-09, Crucero fue uno de los 4 equipos que jugó las finales en disputa de uno de los 2 ascensos directos enfrentando a Estudiantes de Rio Cuarto. Sin embargo, después de haber perdido en Posadas y haber ganado en Rio Cuarto, cayó en penales y debió disputar la promoción ante Alvarado de Mar del Plata donde venció 1 a 0 de local y empató sin goles en Mar del Plata, logrando el ascenso al Argentino A
El 16 de enero de 2011 Crucero se adjudicó un torneo triangular amistoso internacional, la Copa Prof. Víctor Hugo Zayas en Encarnación al vencer a Universal 1 a 0 de la misma ciudad e imponerse en la final por la tanda de penales 5 a 4 a Independiente de Campo Grande.

### El ascenso a la Primera B Nacional
El 30 de junio del 2012, Crucero ascendió por primera vez a la Primera B Nacional luego de ganarle 1 a 0 al Club Social y Atlético Guillermo Brown en Puerto Madryn en el partido de vuelta de la promoción.
El 21 de abril del 2014, Crucero, en un histórico partido, le ganó 3 a 1 (en condición de local) al Club Atlético Independiente (equipo considerado como uno de los Cinco grandes del fútbol argentino).

### La llegada a Primera División
El 30 de noviembre del 2014, Crucero del Norte consigue el logro más importante de su historia, al obtener el ascenso a Primera División por primera vez, tras vencer como local a Patronato por 3 a 0, esa temporada tuvo el ascenso de 10 clubes para crear un torneo de primera con 30 equipos. De esta forma, la provincia de Misiones volvió a tener un equipo de fútbol en la máxima categoría después de casi 30 años.

### Los descensos
El 4 de octubre del 2015, luego de realizar una campaña paupérrima en primera, habiendo cosechado tan solo 14 puntos y tras perder por 1 a 0 con Boca Juniors en La Bombonera, el equipo misionero desciende de categoría por primera vez en su historia, faltando aún 3 fechas para la finalización del torneo,  Teniendo así que disputar, la próxima temporada, la Primera B Nacional nuevamente.
En la temporada 2016-17 tiene un muy mal campeonato, quedando en la última posición en la tabla de puntos, y en la zona de descenso en la tabla de promedios, además de terminar con una derrota por 3 a 0 ante Gimnasia de Jujuy, de modo que el equipo desciende al Federal A.

### Actualidad
El 16 de septiembre de 2024, empatando por 0 a 0 en la última fecha de la Reválida frente a Depro, Crucero logra mantener la categoría y se encuentra a la espera de la definición del segundo descenso de la zona, ante la posibilidad de clasificarse a los dieciseisavos.

## Símbolos

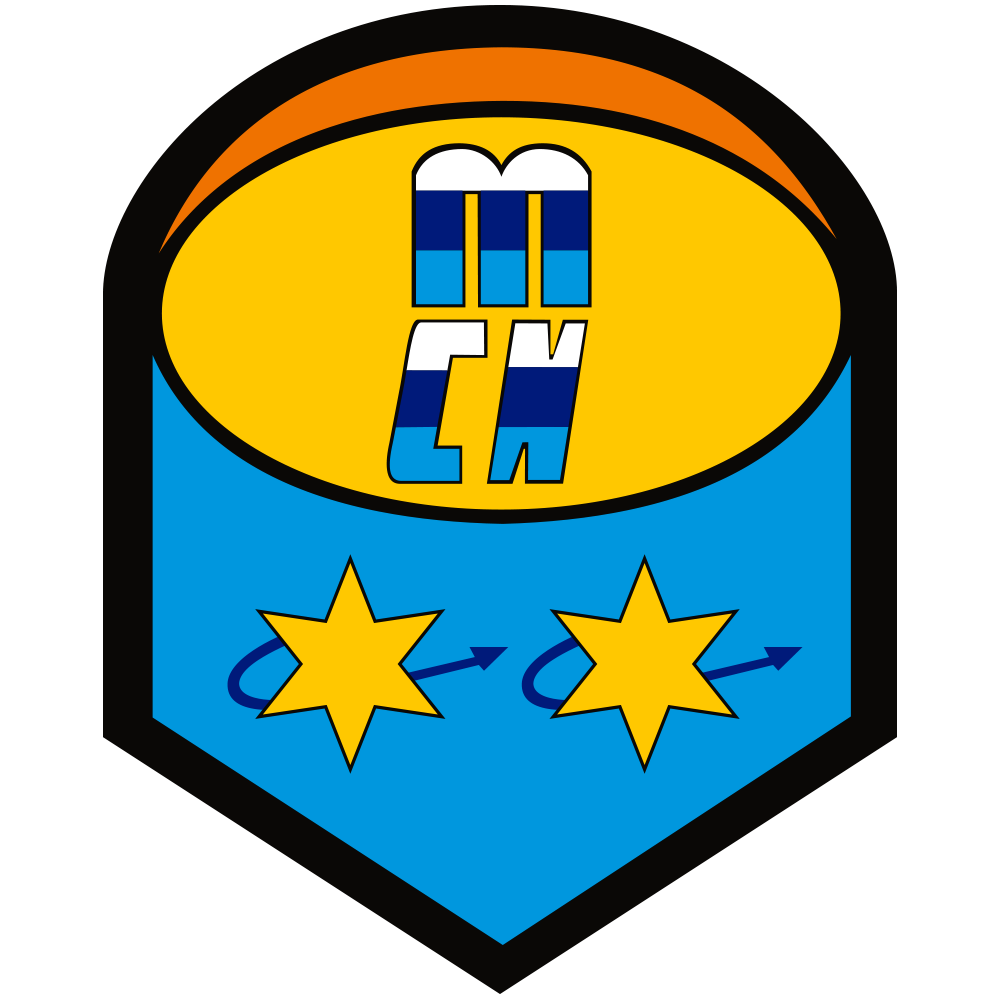
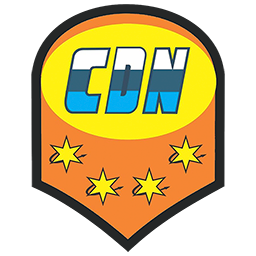
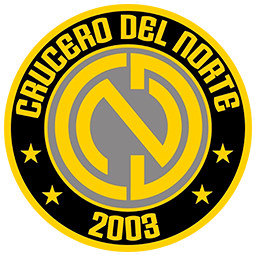

Escudo

## Indumentaria
- Uniforme titular: Camiseta amarilla con detalles negros, pantalón amarillo y medias amarillas.
- Uniforme alternativo: Camiseta negra con detalles amarillos, pantalón negro y medias negras.

### Últimos diseños
- 2016-17

|  |  |

- 2016

|  |  |  |  |

- 2014-15

|  |  |  |  |

- 2013-14

|  |  |  |  |

- 2012-13

|  |  |  |

- 2011-12

|  |  |  |

| Período       | Proveedor     |
| ------------- | ------------- |
| 2003-2004     | Sporting      |
| 2004-2006     | Sport 2000    |
| 2006-2008     | Saltarin Rojo |
| 2008-2011     | Mitre         |
| 2011-2013     | Penalty       |
| 2013-2018     | Sport 2000    |
| 2018-2019     | Garage Sport  |
| 2019-2023     | Oré           |
| 2023-presente | Genesis Sport |

| Período       | Proveedor                                                  |
| ------------- | ---------------------------------------------------------- |
| 2003-2004     | Primera Concepción                                         |
| 2005-2006     | Yerba Mate Romance                                         |
| 2007-2011     | Rosamonte                                                  |
| 2011-2013     | González Automotores/ Grupo Sancor Seguros/ Volvo/ Zanella |
| 2013-2014     | González Automóviles / Rosamonte                           |
| 2014          | Rosamonte / Gobierno de Misiones / Colcar Buses            |
| 2015-2016     | Rosamonte / Crucero Express / Colcar Buses                 |
| 2016          | Rosamonte / Crucero Express / Hotel Grand Crucero          |
| 2017-2018     | Banco Macro / Crucero Express / Hotel Grand Crucero        |
| 2018-2020     | Banco de Corrientes                                        |
| 2021          | González Automotores/Grupo Sancor Seguros                  |
| 2022-presente | González Automotores/Prevención Salud/Rosamonte            |

## Instalaciones
Las instalaciones del club están ubicadas en el paraje Santa Inés (Garupá). 
Estadio del club
El estadio Comandante Andrés Guacurarí fue fundando en el año 2005 luego del ascenso al Argentino B. Se compone de tres tribunas. La platea "Dr. Otto Andrés Pigeri", la popular ubicada en el sector derecho "Daniel Armando López" y la tribuna enfrente de la platea "Garcia Coni". El estadio tiene capacidad para 18.000 personas, ubicandolo como el estadio más grande de la Provincia de Misiones. En 2014, frente a Patronato se registraron 23.000 personas en la cancha siendo el récord de la provincia. También en 2014 superó las 20.000 personas frente Independiente y Banfield.
El terreno de juego se compone de pasto bahiano, caracterizado por su longitud y su resistencia al calor. 
Instalaciones
Las instalaciones se componen de cuatro canchas auxiliares de futbol, un estadio de césped sintético dedicado al Hockey con capacidad para 3.000 personas, canchas de padel y tenis, gimnasio para los socios, separados del gimnasio destinado al plantel profesonal, decenas de quinchos, una pileta, un restaurante y varias cabañas, que forman un complejo hotelero.

## Jugadores

### Plantel 2025
- Actualizado el 5 de mayo de 2023

## Datos del club
- Temporadas en Primera División: 1
  - Primera División: 1 (2015).
  - Ubicación en la tabla histórica en Primera División: 121°

- Temporadas en Segunda División: 5
  - Primera B Nacional: 5 (2012/13, 2013/14, 2014, 2016, 2016/17).
  - Ubicación en la tabla histórica en Segunda División: 62°

- Temporadas en Tercera División: 11
  - Torneo Argentino A: 3 (2009/10, 2010/11, 2011/12).
  - Torneo Federal A: 8 (2017/18, 2018/19, 2019/20, 2021, 2022, 2023, 2024, 2025).
  - Ubicación en la tabla histórica en Tercera División: 25°
- Temporadas en Cuarta División: 4
  - Torneo Argentino B: 4 (2005/06, 2006/07, 2007/08, 2008/09).
- Temporadas en Quinta División: 1
  - Torneo Argentino C: 1 (2005).

- Participaciones en Copas Nacionales: 8
  - Copa Argentina: 8 (2011, 2012, 2013, 2014, 2015, 2017, 2018, 2019).

## Palmarés
| Competiciones regionales    | Competiciones regionales | Competiciones regionales |
| Competición                 | Títulos                  | Subcampeonatos           |
| --------------------------- | ------------------------ | ------------------------ |
| Liga Posadeña de Fútbol (2) | Apertura 2004, 2010.     |                          |